# Alt-Marl
Alt-Marl ist der älteste Stadtteil der nordrhein-westfälischen Stadt Marl im Kreis Recklinghausen. Der historische Stadtkern liegt um die Kirche Sankt Georg. Alt-Marl im eigentlichen Sinne (statistische Bezirke Alt-Marl-Mitte, Riegefeld und Volkspark) hat 9.790 Einwohner (Stand: 31. Dezember 2023).

## Lage

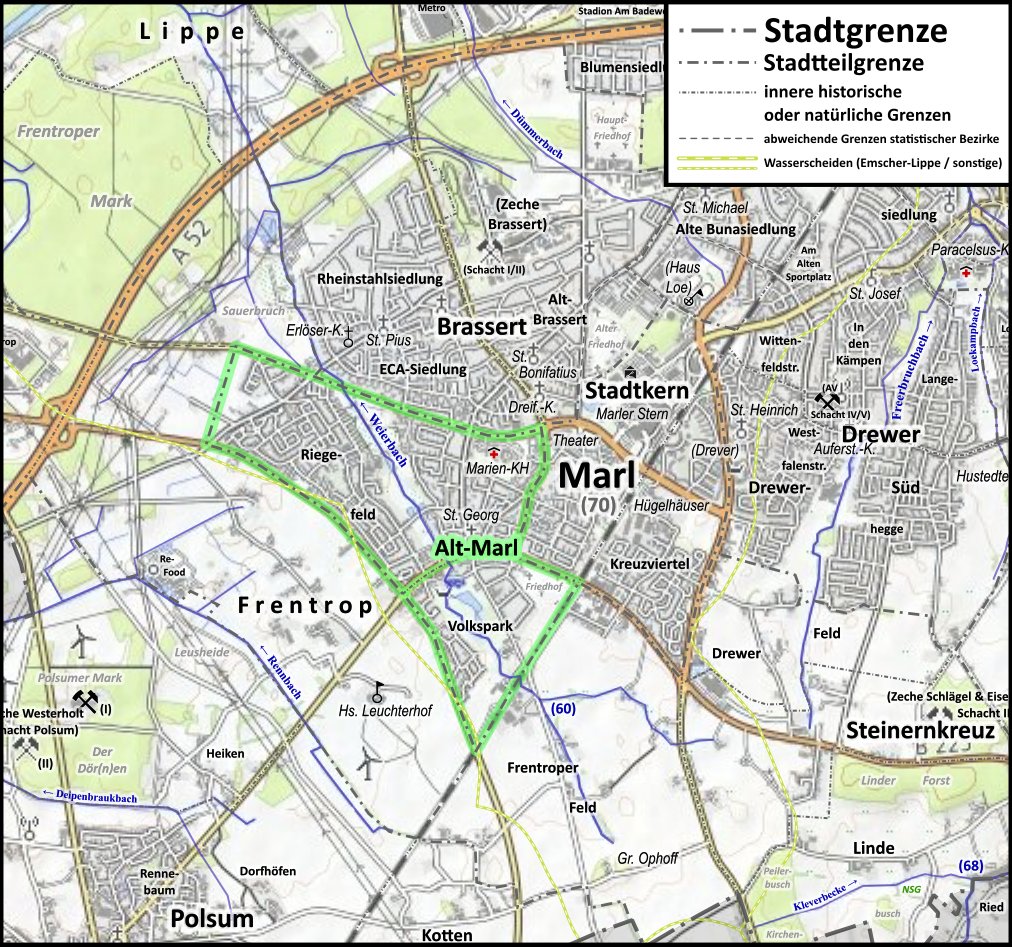
Karte des Stadtteils

Alt-Marl grenzt im nördlichen Osten an das Marler Stadtzentrum und im Norden an Brassert. Nach Nordwesten bis Südwesten, nach Südwesten durch die Dorstener Straße (B 225) getrennt, schließt sich das bauerschaftlich gebliebene Frentrop an, dahinter liegt das dörfliche Polsum; nach Südosten folgt, jenseits der Bahntrasse, das ebenfalls ländliche Steinernkreuz.
Die im Innern des Stadtteils ihre Richtung ändernde und in nach Süden offenem Bogen verlaufende B 225 (hier: Breite Straße, Hochstraße) trennt einen dreieckigen Südteil mit Volkspark und Friedhof ab, im Norden grenzt der Weierbach das Riegefeld im Westen vom zentralen Alt-Marl im Osten ab.

## Statistische Gliederung
Die statistische Gliederung der Stadt Marl benennt mit „Alt-Marl“ einen Über-Bezirk, der neben den drei tatsächlichen Teilen von Alt-Marl auf der alten Gemarkung Marl noch Frentrop und Steinernkreuz (mit „Alt-Marl-Süd“ bezeichnet) sowie Mitte und Süden des Viertels östlich der Barkhausstraße und südlich der Hervester Straße beinhaltet. Dies scheint dem Bestreben geschuldet zu sein, möglichst gleich große „Stadtteile“ mit jeweils etwa 10.000 Einwohnern zu erhalten, liegt aber konträr zur Geschichte wie auch zu den landläufigen Bezeichnungen. Frentrop, von dessen Gebiet bereits im Westen an Alt-Marl und Brassert grenzende Gebiete besiedelt und damit zu ihnen umgewidmet wurden, ist genau der bauerschaftlich gebliebene Teil der gleichnamigen alten Bauerschaft und das Gebiet um Steinernkreuz ist genau der bauerschaftlich gebliebene Teil im Süden der früheren Bauerschaft Drewer (mit etwas Anteilen an früherem Frentroper Gebiet). Und das Theaterviertel zwischen Barkhausstraße im WNW, Hochstraße im SW, Bahntrasse im SO und Hervester Straße im NNO ist ein in sich homogenes Viertel, das zeitgleich mit dem Rest des Stadtkerns geschaffen wurde, zu dem plötzlich nur der Nordteil zählen soll; es bildet innerhalb des Stadtkerns das westliche Viertel, während das Kreuzviertel den Süden, das Planetenviertel den Osten und das Zentrum mit Rathaus und Marler Stern den Norden einnehmen.

## Kultur und Sehenswürdigkeiten

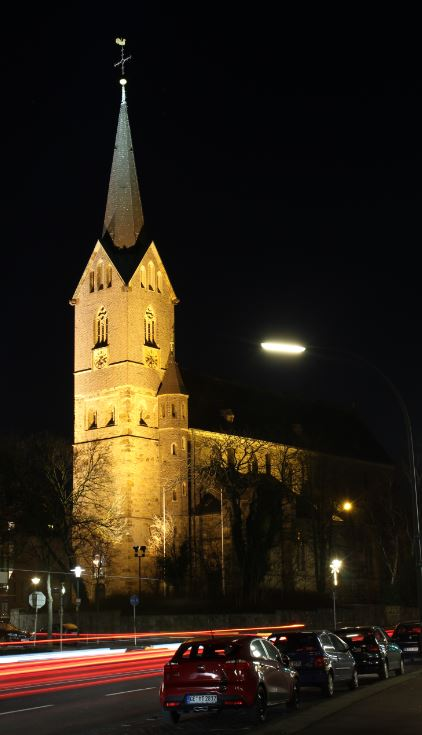
Wahrzeichen Alt-Marls: Kirche Sankt Georg bei Nacht

- Die Katholische Kirche Sankt Georg war im 11. Jahrhundert als Eigenkirche im Besitz des Gaugrafen Balderich vom Niederrhein. Im 13. Jahrhundert wurde sie zur Pfarrkirche und in den Jahren 1856–1859 nach Plänen von Emil von Manger von Grund auf erneuert, nur die romanischen Grundmauern des Turms aus dem 12. Jahrhundert blieben als Fundament erhalten. Am 9. November 1944 wurde die Kirche bei einem Luftangriff schwer beschädigt.
- Das Stadt- und Heimatmuseum in der restaurierten Wassermühle am Volkspark befindet sich in dem urkundlich 1415 bereits als „alte Mühle“ erwähnten Gebäude. Die Mühle war bis 1927 in Betrieb.[4]
- Historische Windmühle von 1850 an der Hochstraße[5]
- Menuhin-Haus[6]
- altes Amtshaus (mit charakteristischer freistehender Wanduhr) Ecke Hoch- / Vikariestraße
- Volkspark
- Guido-Heiland-Freibad

### Vereine
- Reitverein „Alt-Marl“ e. V.
- Lauftreff Guido Alt-Marl[7]
- Jugendfeuerwehr Alt-Marl
- Gesellschaft zur Förderung der Philharmonia Hungarica e. V.

### Veranstaltungen
- Volksparkfest: Bürgerfest am/um den Volkspark immer am Tag der Deutschen Einheit
- Weinfest im August[8]
- Weihnachtsmarkt rund um die Kirche St. Georg

## Galerie

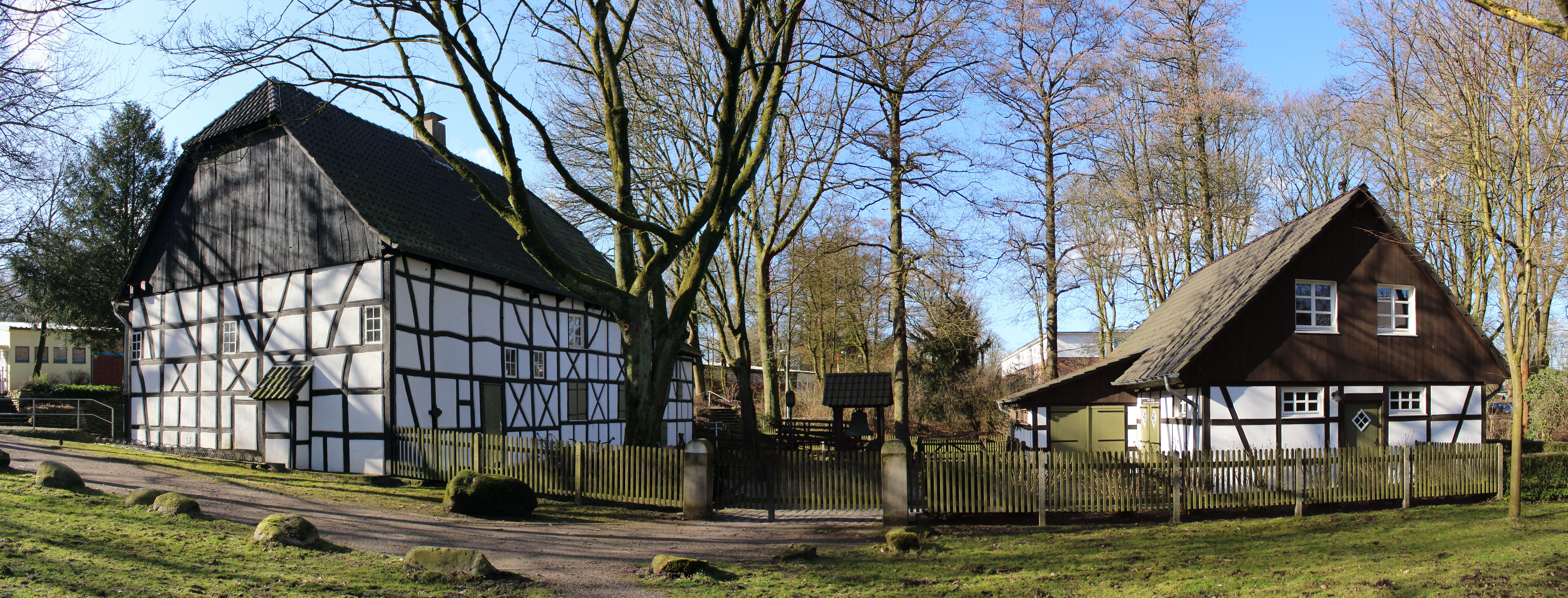
Heimatmuseum am Volkspark (alte Wassermühle, ersterwähnt 1514)
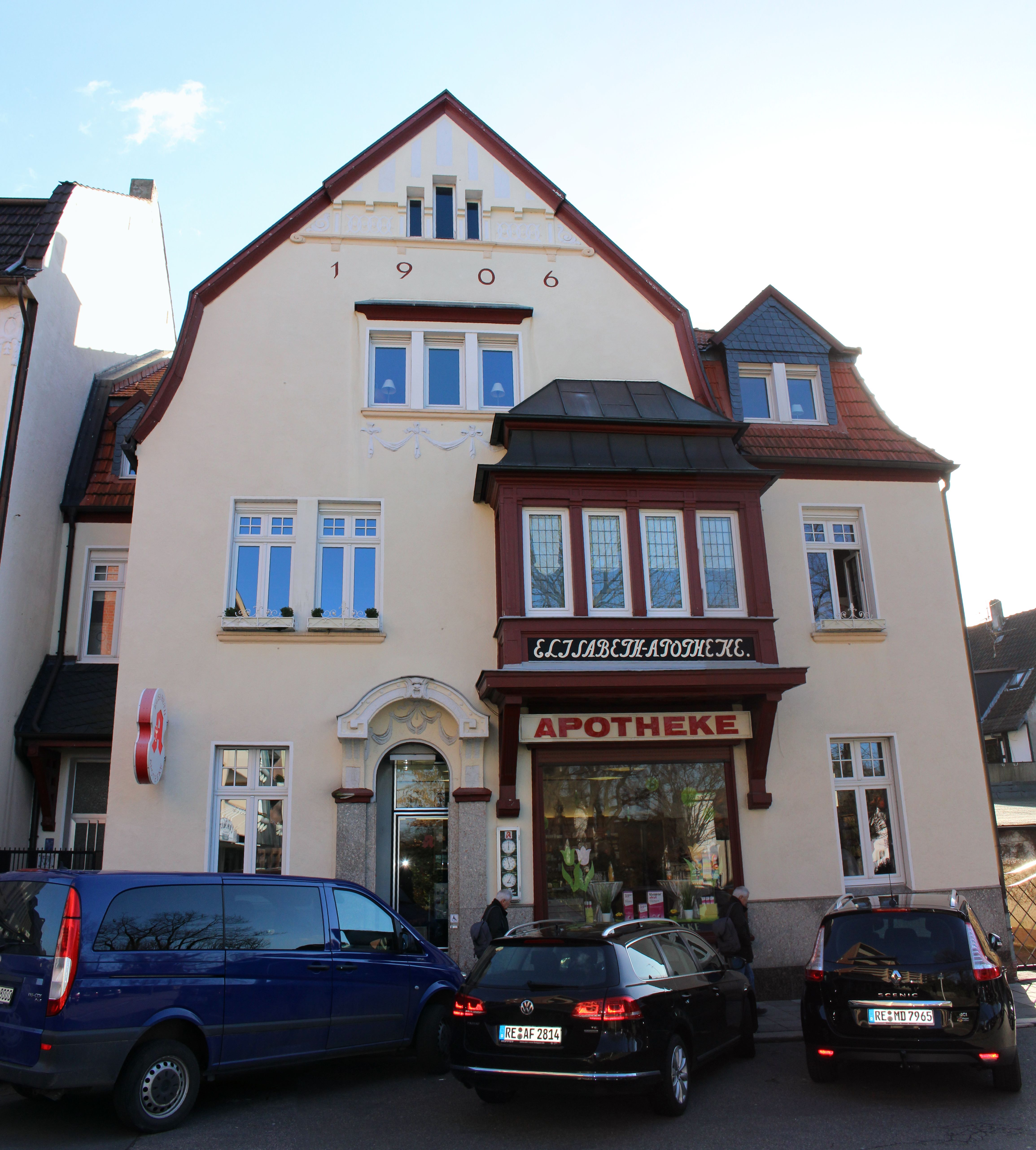
Alte Apotheke von 1907
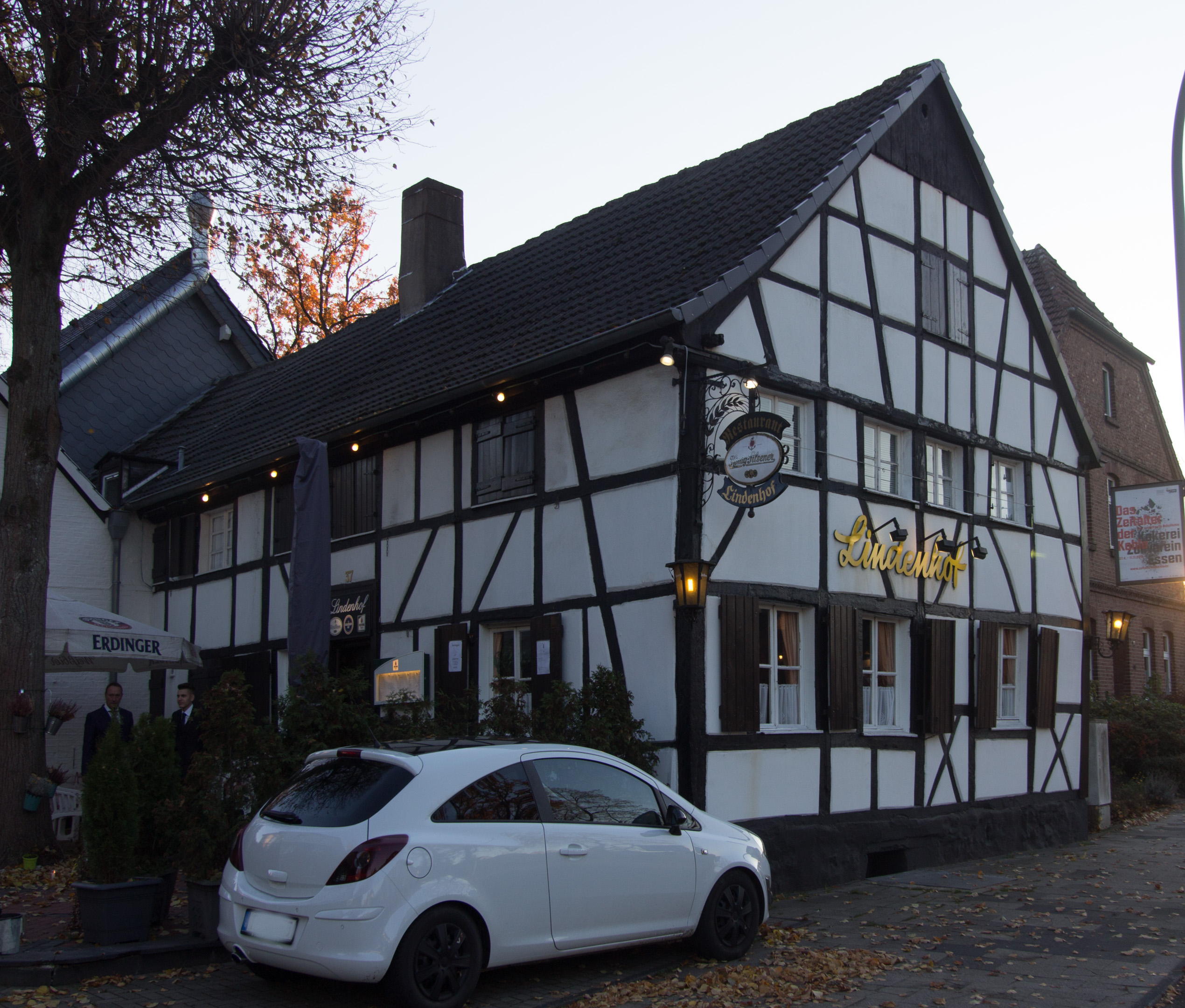
Lindenhof, um 1700
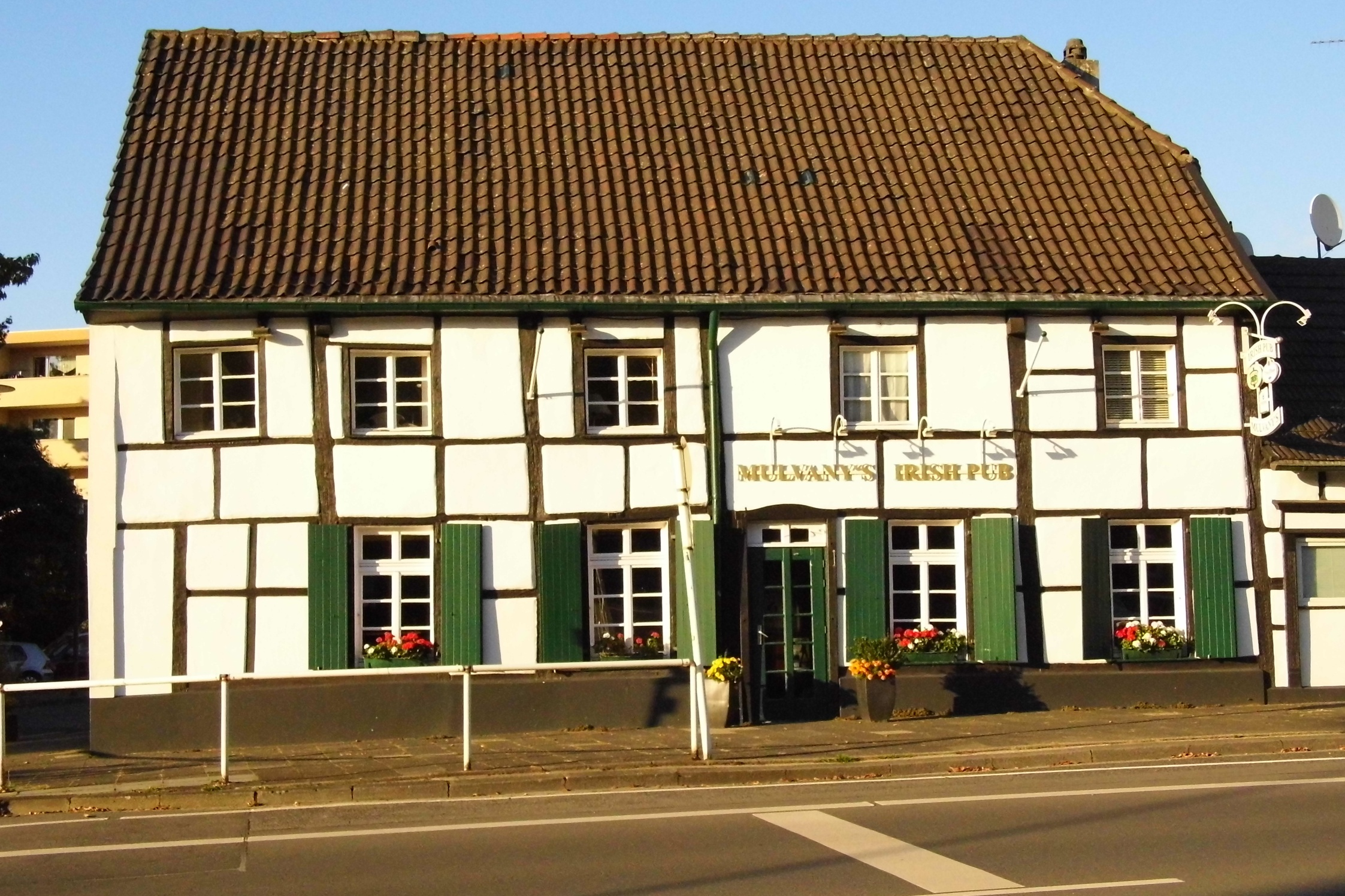
Ackerbürgerhaus um 1750, Hochstraße
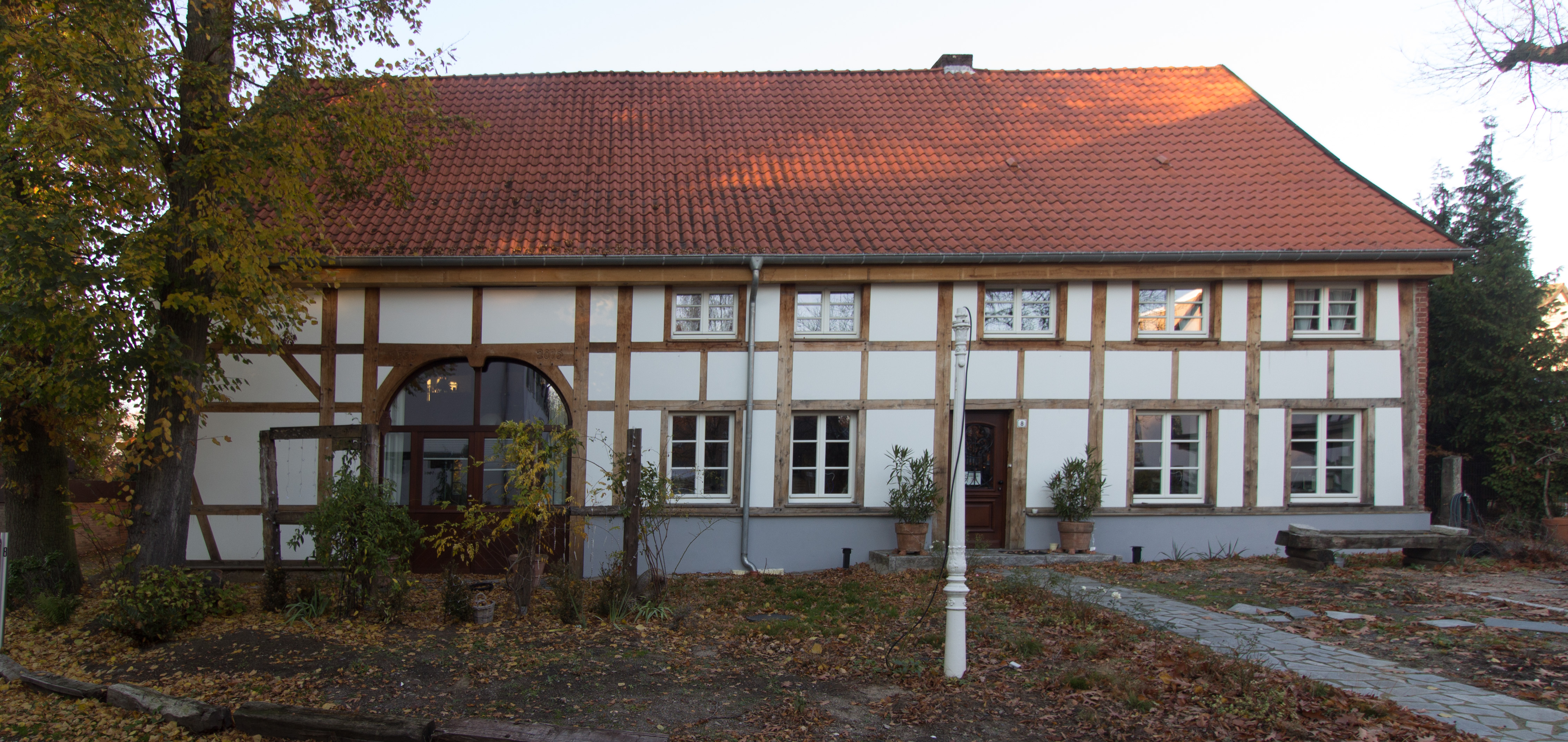
ehem. Pfarrhaus von 1757

## Infrastruktur
- Kindergärten: Kath. Kindergarten Alt-Marl, Städtische Kindertagesstätte, AWO-Kindertagesstätte
- Schulen: Grundschule Overbergschule, Sonderschule Wilhelm-Raabe-Schule, Sonderschule Heinrich-Kielhorn-Schule[9]
- Marienhospital, eingeweiht 1961
- verschiedene Einzelhandelsgeschäfte an Loe- und Hochstraße: historische Geschäftsstraßen Marls

## Verkehr
Die VRR-Buslinien SB25, SB27, 221, 222, 227 und NE3 der Vestischen Straßenbahnen erschließen den Stadtteil.
| Linie | Verlauf | Takt (Mo–Fr)                                                                           |
| ----- | --- | -------------------------------------------------------------------------------------- |
| SB25  | Recklinghausen Hbf – Lohtor – Westviertel – Marl-Steinernkreuz – Marl Mitte – Alt-Marl Riegestr. – Feldmark – Dorsten Willy-Brandt-Ring – Dorsten ZOB | 15 min                                                                                 |
| SB27  | Marl Mitte – Friedhof Alt-Marl – Herten-Langenbochum – Paschenberg – Über den Knöchel (Herten , 150 m) – Herten Mitte (Herten , 500 m) – Herten Rathaus (Herten , 300 m) – Herten-Süd – Bergbau Ewald 1/2 – Hertener Mark Tennisplatz – Wanne Waldfriedhof (– Hertener Mark Hohewardstraße) (einzelne Fahrten im Berufsverkehr) – Mondpalast – Wanne-Eickel Hbf | 30 min                                                                                 |
| 221   | Riegestr. – Alt-Marl – Marl Mitte | 60 min                                                                                 |
| 222   | Marl-Sinsen – Sinsen Bf – Lenkerbeck – Hüls – Drewer – Marl Mitte – Alt-Marl – Polsum Ehrenmal – Gelsenkirchen-Hassel – Gelsenkirchen-Buer Nord Bf – Gelsenkirchen-Buer Rathaus | 30 min                                                                                 |
| 227   | Dorsten-Hervest Dorfstr. – Alt-Marl Riegestr. – Brassert – Marl Mitte – Drewer − Hüls – Marl-Hamm – Marl-Sickingmühle – Hamm-Bossendorf – Haltern am See Kärntner Platz – Haltern am See Bf | 60 min (Dorsten–Alt-Marl) 30 min (Alt-Marl–Sickingmühle) 60 min (Sickingmühle–Haltern) |
| NE3   | Recklinghausen Hbf – Lohtor – Westviertel – Marl-Steinernkreuz – Marl Mitte – Alt-Marl Riegestr. – Feldmark – Dorsten Willy-Brandt-Ring – Dorsten ZOB NachtExpress: In den Nächten von Freitag auf Samstag, Samstag auf Sonntag und vor Feiertagen | 60 min                                                                                 |